# Wolf Peter Klein
Wolf Peter Klein (* 1961 in Bad Berleburg) ist ein deutscher Germanist.

## Leben
Nach dem Abitur 1981 am Jung-Stilling-Gymnasium in Hilchenbach und dem Pflichtwehrdienst 1981/1982 in Braunschweig und Hildesheim studierte er von 1982 bis 1988 (germanistische) Sprachwissenschaft, Philosophie, Religionswissenschaft und Kommunikationsforschung/Phonetik an der Universität Bonn und der FU Berlin. Nach dem Volontariat 1985/1986 im Walter de Gruyter Verlag (Berlin) hatte er von 1988 bis 1990 ein Promotionsstipendium. Im Sommersemester 1989 war er Lehrbeauftragter am Fachbereich Germanistik der FU Berlin. 1989/1990 hatte er ein Forschungsstipendium an der Herzog August Bibliothek (Wolfenbüttel). Von 1991 bis 1996 war er wissenschaftlicher Mitarbeiter für Linguistik am Fachbereich Germanistik der FU Berlin. Nach der Promotion 1991 hatte er 1994/1996 DAAD-Kurzzeitdozenturen an der Universität Wrocław. 1996/1997 hatte er ein DFG-Habilitationsstipendium. Ab 1996 berichtete er über Linguistik und deutsche Sprache für die FAZ. Von 1997 bis 2001 war er DAAD-Lektor an der Pädagogischen Universität Tallinn (Estland) (1998–2001: Professor für deutsche Philologie). Nach der Habilitation 1998 am Fachbereich Germanistik der FU Berlin hatte er 2001/2002 ein DAAD-Rückkehrstipendium in Kooperation mit dem Institut für deutsche Sprache / Abtlg. Grammatik (Mannheim). 2002/2003 vertrat er eine Professur an der Universität Potsdam. 2003 war er Gastdozent am Institut für Germanistik der Universität Wien. Im Sommersemester 2003 vertrat er eine Hochschuldozentur an der Universität Bonn. Von 2003 bis 2005 war er Studienrat i. H. (Germanistische Linguistik) an der Ruhr-Universität Bochum. Von 2003 bis 2006 war er Pressesprecher der DGfS. Seit 2003 sitzt er in der Lektorenauswahlkommission des DAAD für Mittel-Ost- und Süd-Ost-Europa. Von 2006 bis 2009 lehrte er als Professor für Germanistische Linguistik/Sprachgeschichte an der Universität Erfurt. Seit 2009 lehrt er auf dem Lehrstuhl für deutsche Sprachwissenschaft (Universität Würzburg).

## Publikationen (Auswahl)
- Am Anfang war das Wort. Theorie- und wissenschaftsgeschichtliche Elemente frühneuzeitlichen Sprachbewusstseins. Berlin 1992, ISBN 3-05-002322-8.
- als Herausgeber mit Ingwer Paul: Sprachliche Aufmerksamkeit. Glossen und Marginalien zur Sprache der Gegenwart. Walther Dieckmann zum sechzigsten Geburtstag. Heidelberg 1993, ISBN 3-8253-0093-5.
- Die Geschichte der meteorologischen Kommunikation in Deutschland. Eine historische Fallstudie zur Entwicklung von Wissenschaftssprachen. Hildesheim 1999, ISBN 3-487-11028-8.
- Sprachliche Zweifelsfälle im Deutschen. Theorie, Praxis, Geschichte. Berlin 2018, ISBN 3-11-049530-9.